# Måns Hedberg
Måns Hedberg (né le 14 décembre 1993) est un snowboardeur suédois spécialiste des épreuves techniques du Big Air, du Half-pipe et du slopestyle.

## Palmarès

### Coupe du monde
- 1 gros globe de cristal :
  - Vainqueur du classement freestyle en 2014.
- 1 petit globe de cristal :
  - Vainqueur du classement du slopestyle en 2014.
- 2 podiums dont 1 victoire en carrière.